# 東京らぶ
『東京らぶ』は、日本テレビ系列の深夜ドラマ枠のshin-Dにおいて2000年2月7日から3月27日までテレビ放映された作品である。全8話。

## 概要
全8話で構成されているが連続性は無く単発ドラマ8作品である。東京の様々な場所を舞台にしたサスペンスドラマが展開されている。椎名法子は全作品に出演。

## 各話リスト
- 第1話：原宿第2郵便局現金強奪計画
  - 出演者

真島：中西良太
坂元：半海一晃
佐々木：酒井敏也
剣崎：いけだしん
真島の娘・弥栄：椎名法子
豆腐屋・工藤：河西健司
工藤の妻・ナオ：安達香代子
- 第2話：池袋密室殺人事件
  - 出演者

国分寺雅裕：三田村周三
雅裕の妻・麗子：牧野エミ
椎名法子
- 第3話：三軒茶屋最有終講義
  - 出演者

真澄：椎名法子
堤義隆：安村和之
真澄の姉・冬子：川端良香
松浦：一条俊
木村：伊達暁
- 第4話：高田馬場トライアングル地帯
  - 出演者

中島朋子：榊ゆりこ
近藤夢男：長塚圭史
藤原りえ：椎名法子
壇隼人：山崎一
- 第5話：新宿南口無人島
  - 出演者

青木：小市慢太郎
野末瞳：椎名法子
小林みどり：大竹一重
DAIYU
- 第6話：奥多摩旅人涙涙
  - 出演者

堀田：勝村政信
熊野：田山涼成
山中：中山祐一朗
光子：柳川慶子
幸枝：椎名法子
- 第７話：桜新町十年炭焼祈
  - 出演者

光葉：椎名法子
直美：原田亜希
聡：畠中正文
マスター：藤村俊二
小宮久美子
那須佐代子
梨本謙次郎
- 最終話：自由が丘ツァイチェン（自由が丘　再見）
  - 出演者

奥貫薫
升毅
秋山菜津子
椎名法子